# Rovigo
Rovigo es un municipio italiano, capital de la provincia homónima, en la región del Véneto. Cuenta con 49 691 habitantes.

## Historia
Los habitantes se llaman rodigini, pero algunos diccionarios de italiano aceptan también el gentilicio rovigotti.
La ciudad es también conocida como Ciudad de las rosas gracias a la descripción que de ella hizo Ludovico Ariosto en su obra Orlando furioso en la que la hace derivar del latín Rhodigium y del griego ρόδον (rhòdon), es decir, rosa:
« La terra, il cui produr di rose

le dié piacevol nome in greche voci »
(Canto 3, 41, vv. 1-2)
Esta derivación se considera una fantasía poética por la mayor parte de los historiadores, no obstante la rosa es uno de los símbolos de la ciudad de Rovigo.

## Demografía
| Gráfica de evolución demográfica de Rovigo entre 1861 y 2021 |
|                                                              |
| Fuente ISTAT - elaboración gráfica de Wikipedia              |